# Robin Day (designer)
Pour les articles homonymes, voir Robin Day et Day.
Robin Day (né le 25 mai 1915 à High Wycombe au Royaume-Uni, et mort le 9 novembre 2010), est un designer anglais.

## Biographie
Robin Day naît à High Wycombe, lieu historique de la fabrication de la chaise. Il est diplômé du Royal College of Art en 1938. En 1948, il ouvre son studio de designer avec sa femme, Lucienne Day (née Conradi, 1er janvier 1917 – 30 janvier 2010), créatrice de textiles renommée. Au début des années 1960, il développe un concept de moulage par injection en produisant Polyprop 1962-1963, chaise qui fut la première à être réalisée en polypropylène moulé par injection. Son coût et ses propriétés mécaniques font de cette chaise empilable, produite à plus de 14 millions d'exemplaires, une référence mondiale du mobilier.

## Citations
« Le bon design doit remplir sa fonction, être bien construit et doit le montrer dans son allure. »